# Pseudomicrommata
Pseudomicrommata là một chi nhện trong họ Sparassidae.

## Các loài
- Pseudomicrommata longipes (Bösenberg & Lenz, 1895)
- Pseudomicrommata mary Moradmand, 2015
- Pseudomicrommata schoemanae Moradmand, 2015
- Pseudomicrommata vittigera (Simon, 1897)}}